# Федченко Владислав Миколайович
Владислав Миколайович Федченко — майстер-сержант збройних сил України, учасник російсько-української війни.

## Нагороди та вшанування
- Орден «За мужність» III ступеня[1].
- Почесний громадянин Конотопа.